# ビデオメーカー一覧

ビデオメーカー一覧（ビデオメーカーいちらん）

## 日本
- アスミック・エースエンタテインメント
- エイベックス
- 角川映画
- キングレコード
- クロックワークス
- ケイエスエス
- ジェネオンエンタテインメント（旧称：パイオニアLDC）
- ソニー・ピクチャーズエンタテインメント
- タキコーポレーション
- 東映ビデオ
- 東宝
- 日活
- バップ
- ハピネットピクチャーズ（旧称：ビームエンタテインメント）
- バンダイビジュアル
- ビコム
- フリュー
- ポニーキャニオン
- メディアファクトリー
- ジーピー・ミュージアム